# Prostomis samoensis
Prostomis samoensis es una especie de coleóptero de la familia Prostomidae y que habita en Samoa.